# Бельхин, Константин Яковлевич
Константин Яковлевич Бельхин (1912—1943) — мурманский поэт и журналист.
Родился в д. Аки (ныне Татарстан). Учился в Казани. Стал учителем, затем служил в армии во Пскове. Приехал в Мурманск в 1937 году. В 1939 на пароходе прошел по Северному морскому пути, посетив многие арктические порты. В годы Второй мировой войны был фронтовым корреспондентом ряда газет.
Погиб во время налёта противника на переправу. Похоронен в Курской области.

## Память
Имя увековечено на мраморных досках в Центральном Доме журналиста в Москве, а также в редакциях газет «Красная звезда» и «Полярная правда».